# Flüssigchromatographie mit Massenspektrometrie-Kopplung

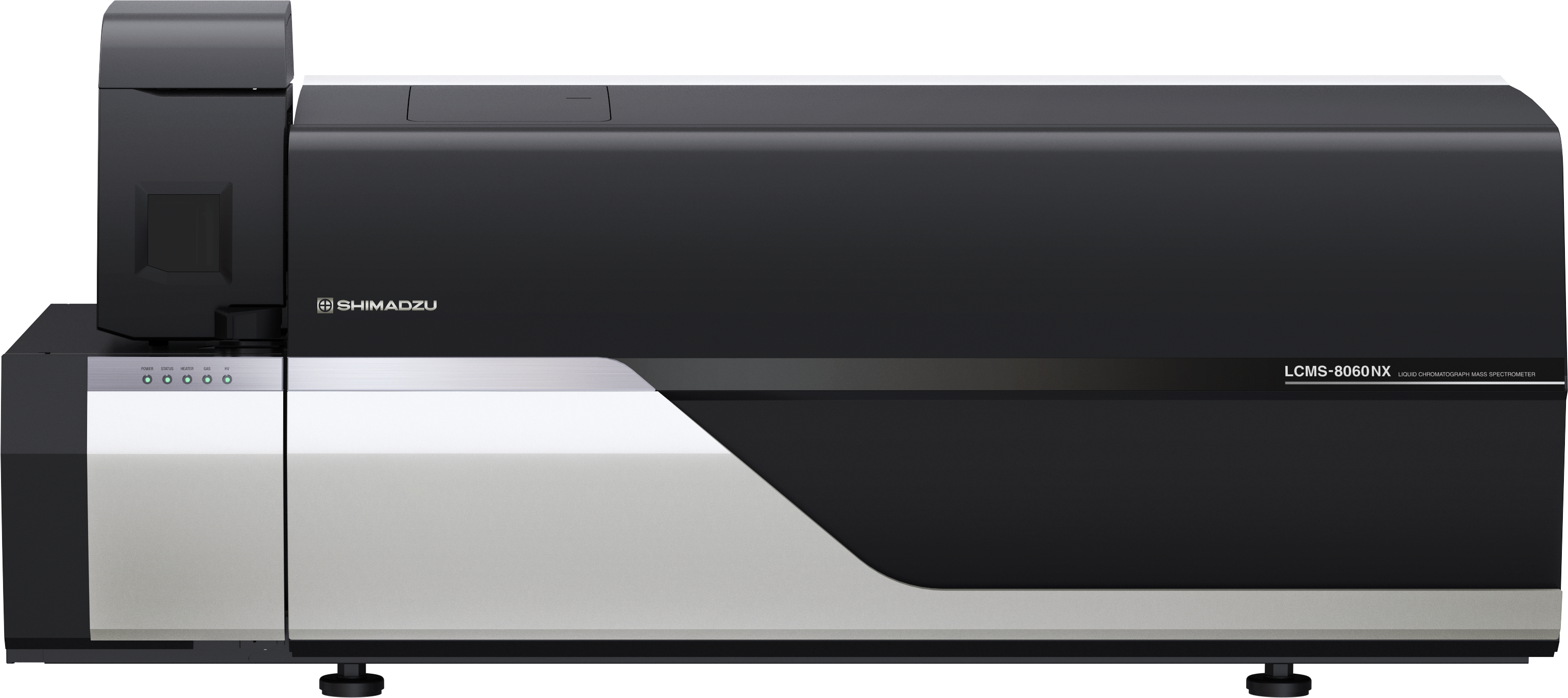
Ein Massenspektrometer für die LC/MS

Flüssigchromatographie mit Massenspektrometrie-Kopplung (LC/MS, HPLC-MS) ist ein analytisches Verfahren zur Trennung und Bestimmung von Molekülen durch eine Kombination der Flüssigchromatographie (LC, bzw. HPLC) mit der Massenspektrometrie (MS). Dabei dient die Chromatographie zur Auftrennung von Molekülen in einem Gemisch und die anschließende Massenspektrometrie zur Identifikation und/oder Quantifizierung der Substanzen. In der Regel werden bei der LC noch weitere Detektoren zwischengeschaltet wie z. B. UV/VIS- oder Leitfähigkeitsdetektoren.

## Prinzip
Eine der großen Schwierigkeiten der LC/MS war lange die Schnittstelle zwischen dem Chromatographieteil und dem Massenspektrometer. An dieser Stelle müssen überschüssige Probenvolumen und vor allem das Lösungsmittel entfernt werden. In der Regel wird etwa 90 % der Lösung aus der Chromatographie entfernt und das verbliebene Material mit verschiedenen Gasströmen verdampft. Während frühe Geräte häufige Defekte und Verschmutzungen des Interfaces aufwiesen, existieren mittlerweile Geräte, die sich für einen Routineeinsatz im analytischen Labor eignen.
Als Ionisierungsverfahren kommen heute Elektrospray-Ionisation (ESI) oder Chemische Ionisation bei Atmosphärendruck (APCI) zum Einsatz. Eine weitere Möglichkeit, die mit diesen Verfahren verbundenen Probleme zu umgehen, ist die Verminderung des Probenvolumens in einer nano-LC/MS. Hierbei wird die chromatographische Auftrennung mit einer deutlich geringeren Flussrate vollzogen, in der Regel zwischen 200 und 1000 nL/Min. Dadurch kann auf ein Trägergas verzichtet werden, wodurch Verschmutzungen seltener auftreten. Eine nano-LC Einheit ist jedoch insgesamt anfälliger für Störungen anderer Art wie z. B. Verstopfungen der Trennsäule.
Durch die Kopplung der Methoden steht als Ergebnis für jeden Punkt des Chromatogramms ein Massenspektrum zur Verfügung. Dadurch wird es möglich die chemische Struktur von Verunreinigungen in Gemischen aufzuklären und als Verunreinigungsprofile darzustellen. Die durch die große Zahl der Massenspektren zur Verfügung stehende Information bzw. Datenmenge stellt Arbeitsplatzcomputer auch heute noch vor Herausforderungen. Gerade bei der LC/MS-Analyse von Proteinen wird daher großer Aufwand betrieben, falsch positive Ergebnisse herauszufiltern. Da unterschiedliche LC/MS-Geräte (und Kopplungsmethoden) häufig nicht vergleichbare Massenspektren ergeben, ist eine Spektreninterpretation über Spektrendatenbanken (wie bei der Gaschromatographie mit Massenspektrometrie-Kopplung (GC/MS) üblich) nur sehr eingeschränkt möglich. Die Aufklärung der chemischen Struktur mit LC/MS erfordert deshalb ein hohes Maß an Erfahrung sowie umfassende Kenntnisse der möglichen Fragmentmassen. Der Einsatz von MSxMS-Kopplung durch Triple-Quad-Geräte oder Ionenfallen verfolgt daher oft das Ziel, weitere Informationen über die zu untersuchenden Substanzen zu gewinnen. Die Interpretation der LC/MS-Messungen kann auch durch Flüssigchromatographie/Kernspinresonanzspektroskopie-Messungen (LC/NMR) unterstützt werden.